# هارد راک هله‌لویا
«هارد راک هله‌لویا» تک‌آهنگی از گروه موسیقی هارد راک لردی است که در سال ۲۰۰۶ میلادی منتشر شد و نماینده فنلاند در مسابقه آواز یوروویژن ۲۰۰۶ بود که باعث برنده شدن فنلاند شد.
این تک‌آهنگ در چارت‌های فنلاند در رتبه اول و در چارت‌های سوئد، اتریش، فلاندرز، آلمان، نروژ جزو ده ترانه اول قرار گرفت.